# Edgar Negret
Edgar Negret (Popayán, 11 de outubro de 1920 − Bogotá, 11 de outubro de 2012) foi um escultor colombiano.

## Vida
Negret nasceu em Popayán, Colombia. Frequentou a Escola de Belas Artes de Cali, Colômbia, onde iniciou seus primeiros estudos no ano de 1938 com o fundador e professor Jesus Maria Espinosa. Inicialmente trabalhando em pedra em estilos que lembram os modernistas europeus como Jean Arp and Constantin Brâncuși. No início dos anos 1950, ele começou a trabalhar com metal na tradição construtivista.
Em 1955, sua arte foi adquirida pelo Museum of Modern Art. Em 1963, ganhou o Salón de Artistas Colombianos , e aí se tornou um dos escultores colombianos mais proeminentes do século XX. Em 1968, foi agraciado com o Prêmio de Escultura David E. Bright , na Trigésima quarta Bienal de Veneza . Em 1985, o Museu Negret foi inaugurado. Em 2010, foi agraciado com o “Grado de Oficial” por despacho do Congresso da Colômbia. Negret morreu, em seu 92º aniversário, em Bogotá, Colômbia.
Em 2016, o Google Doodle comemorou seu 96º aniversário.

## Trabalhos selecionados
- El Maíz